# アルマティア・セン
もしかして
- アマルティア・セン

ではありませんか？